# ГНУ колекција компајлера
ГНУ колекција компајлера енгл. GNU Compiler Collection (уобичајена скраћеница ГЦЦ) је скуп компајлера за разне програмске језике, произведен у оквиру Пројекта ГНУ. Осим што је званични компајлер ГНУ система, ГЦЦ је усвојен као стандардни компајлер већине модерних оперативних система базираних на Јуниксу, укључујући Линукс, BSD фамилију и Mac OS X. ГЦЦ је пренесен на широк спектар рачунарских архитектура, а често се користи и као алат у развојним окружењима комерцијалне природе, власничког софтвера и софтвера затвореног кода.

### Званични
- Званични веб-сајт
- GCC Release Timeline
- GCC Development Plan

### Остало
- GCC optimisations Архивирано на веб-сајту  (25. децембар 2013)
- Collection of GCC 4.0.2 architecture and internals documents at I.I.T. Bombay
- Kerner, Sean Michael (2. 3. 2006). „New GCC Heavy on Optimization”. internetnews.com
- Kerner, Sean Michael (22. 4. 2005). „Open Source GCC 4.0: Older, Faster”. internetnews.com. Архивирано из оригинала 17. 09. 2006. г. Приступљено 10. 06. 2018
- From Source to Binary: The Inner Workings of GCC, by Diego Novillo, Red Hat Magazine, December 2004
- A 2003 paper on GENERIC and GIMPLE
- Marketing Cygnus Support, an essay covering GCC development for the 1990s, with 30 monthly reports for in the "Inside Cygnus Engineering" section near the end
- EGCS 1.0 announcement
- EGCS 1.0 features list
- Fear of Forking, an essay by Rick Moen recording seven well-known forks, including the GCC/EGCS one